# 460 до н. е.

## Події
- Був побудований Парфеон в Афінах.
- Консули Риму Гай Клавдій Сабін Регіллен та Публій Валерій Публікола. Останній загинув чи помер під час повстання плебеїв у Римі, консулом-суффектом став Луцій Квінкцій Цинціннат.

## Померли
| рік | Це незавершена стаття про рік. Ви можете допомогти проєкту, виправивши або дописавши її. |